# Pulupandan
Pulupandan è una municipalità di quarta classe delle Filippine, situata nella Provincia di Negros Occidental, nella regione di Visayas Occidentale.
Pulupandan è formata da 20 baranggay:
- Barangay Zone 1 (Pob.)
- Barangay Zone 1-A (Pob.)
- Barangay Zone 2 (Pob.)
- Barangay Zone 3 (Pob.)
- Barangay Zone 4 (Pob.)
- Barangay Zone 4-A (Pob.)
- Barangay Zone 5 (Pob.)
- Barangay Zone 6 (Pob.)
- Barangay Zone 7 (Pob.)
- Canjusa
- Crossing Pulupandan
- Culo
- Mabini
- Pag-ayon
- Palaka Norte
- Palaka Sur
- Patic
- Tapong
- Ubay
- Utod